# Debaryomyces marama
Debaryomyces marama är en svampart som beskrevs av Di Menna 1954. Debaryomyces marama ingår i släktet Debaryomyces, ordningen Saccharomycetales, klassen Saccharomycetes, divisionen sporsäcksvampar och riket svampar.   Inga underarter finns listade i Catalogue of Life.